# Hieronymus Commelinus
Pour les articles homonymes, voir Commelinus.
Jérôme Commelin (Hieronymus Commelinus), imprimeur flamand, (1550?-1597), né à Douai.
Il s'établit à Heidelberg, où il publia un grand nombre d'éditions grecques et latines. Les plus estimées sont celles d'Eunape, et d'Apollodore d'Athènes (avec notes rédigées par lui-même), 1596. Sa marque est une figure de la Vérité.

## Source
Cet article comprend des extraits du Dictionnaire Bouillet. Il est possible de supprimer cette indication, si le texte reflète le savoir actuel sur ce thème, si les sources sont citées, s'il satisfait aux exigences linguistiques actuelles et s'il ne contient pas de propos qui vont à l'encontre des règles de neutralité de Wikipédia.